# Edward le Conquérant
Edward le Conquérant (en anglais : Edward the Conqueror) est une nouvelle écrite par le Britannique Roald Dahl publiée pour la première fois dans le numéro du 31 octobre 1953 du magazine américain The New Yorker. La nouvelle, qui aborde les thèmes de la réincarnation et de la folie, est publiée en 1960 dans le recueil Kiss Kiss.

## Résumé

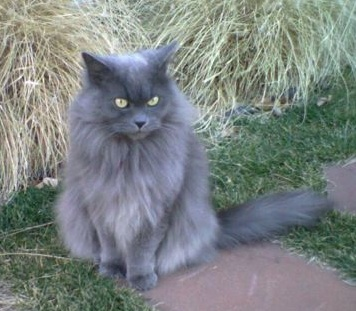
Le chat de la nouvelle est décrit comme ayant une longue fourrure gris argent pur et des yeux jaune foncé.

La nouvelle met en scène le couple formé par Edward et Louisa. Un après-midi, un chat à poils longs gris argent est presque brûlé dans le feu qu'Edward emploie pour se débarrasser des feuilles d'automne, mais sa femme sauve l'animal. Rentrée à la maison avec le chat, Louisa remarque que le félin a une petite bosse sur la tête. La femme, une enthousiaste pianiste amateur, entreprend alors l'un de ses concerts quotidiens. Elle choisit quelques morceaux de Vivaldi, Schumann, Liszt et Brahms. Immédiatement, le chat réagit fortement à la musique, et semble même entrer en extase. Il est particulièrement captivé lorsque Louisa joue le deuxième Sonnet de Pétrarque de Franz Liszt, mais moins impressionné par le Kinderszenen de Schumann. Interloquée, Louisa joue alors un des douze morceaux de la suite L'arbre de Noël de Liszt (Weihnachtsbaum), et le félin semble à nouveau ravi.
À ce moment, Louisa devient absolument convaincue que le chat est la réincarnation de Liszt, et en informe son mari, qui reste complètement sceptique et croit sa femme devenue folle. Louisa emprunte quelques livres à la bibliothèque pour en savoir plus sur Liszt et la réincarnation. Le livre sur la réincarnation déçoit ses espoirs : Liszt ne peut s'être réincarné en une forme de vie inférieure et, s'il s'était réincarné après seulement 58 ans (depuis sa mort), ç'aurait été en ouvrier sans qualification, selon les règles énoncées dans le manuel. Son auteur explique également comment certains personnages historiques sont des réincarnations les uns des autres. Louisa accueille d'ailleurs Edward rentrant du jardin en annonçant : « Écoutez, mon cher, saviez-vous que Theodore Roosevelt a déjà été la femme de César ? ».

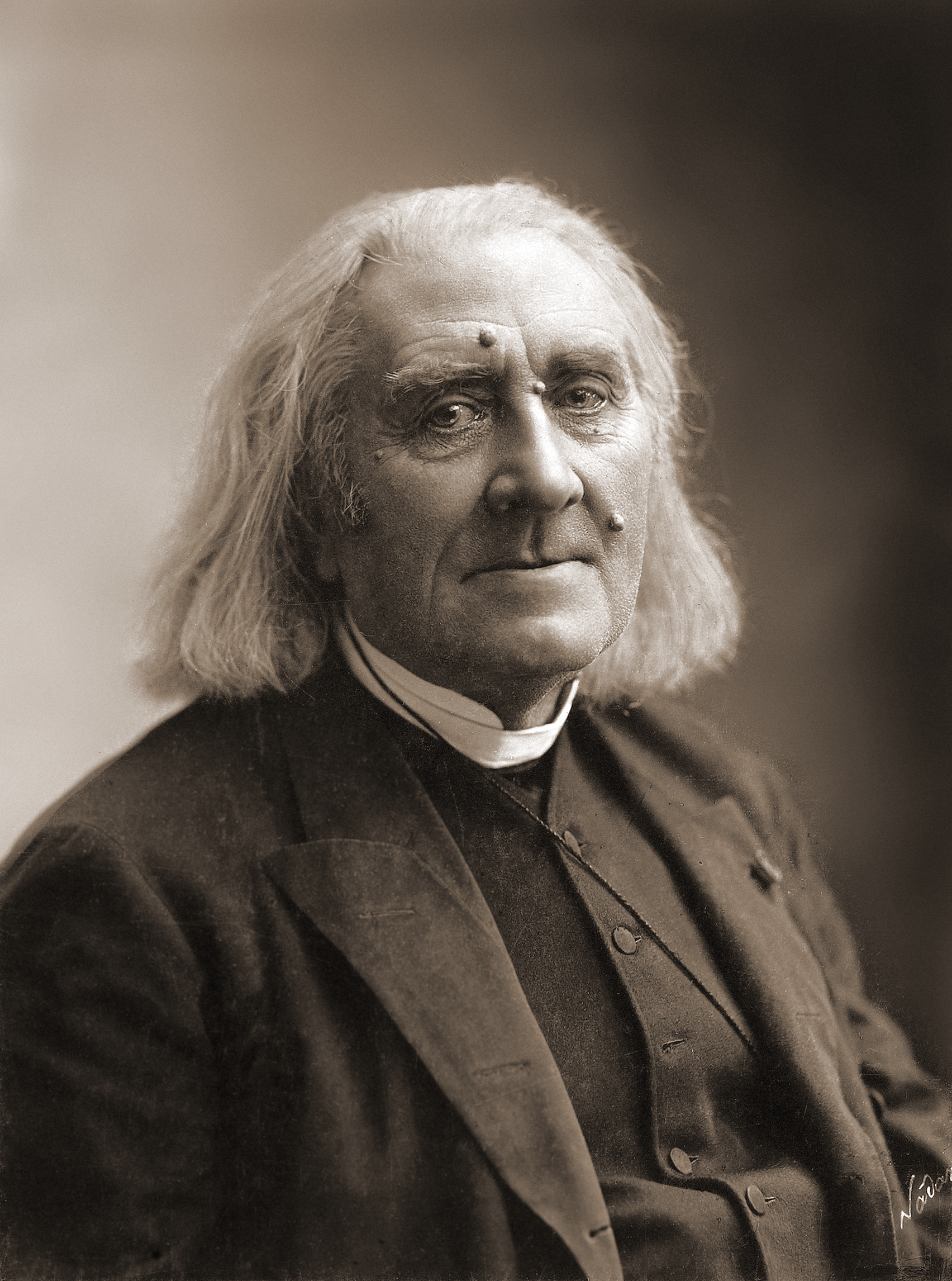
Franz Liszt photographié par Nadar, mars 1886.

Tombant sur une photo de Liszt dans sa biographie, elle remarque que les célèbres verrues du compositeur se retrouvent aux mêmes endroits sur la tête du chat. Tentant de convaincre son mari décidément incrédule, elle joue le Scherzo n°2 en si bémol mineur, op. 31 de Chopin, que Liszt n'appréciait guère, selon elle. Le chat gris quitte alors la pièce, au ravissement excité de Louisa.
Edward se montre de plus en plus agressivement incrédule, craignant que les plans de sa femme d'annoncer la nouvelle de la réincarnation de Liszt les fasse passer tous les deux pour des imbéciles.
Ignorant son mari, Louisa décide alors de préparer un dîner raffiné pour le chat, comprenant un soufflé et une salade de pamplemousses et d'avocats. Mais quand elle revient de la cuisine, le chat n'est plus là et elle aperçoit Edward qui rentre du jardin, les chaussures mouillées, avec une longue égratignure sur sa main. La nouvelle se termine au moment où le lecteur comprend que commence une scène de ménage musclée.

## Traduction française
Le livre est traduit par Élisabeth Gaspar et paraît aux Éditions Gallimard.

## Adaptation pour la télévision
La nouvelle a été adaptée pour la télévision en 1979 dans le cadre d'un épisode de la série Bizarre, bizarre (Tales of the Unexpected, saison 1, épisode 7). La fin est légèrement modifiée. Au moment où Louisa déduit que son mari a jeté le chat dans le feu, elle se saisit d'un couteau et le téléspectateur comprend qu'elle l'attaque. Sur ces entrefaites, le chat rentre dans la maison en passant par une fenêtre, indemne après tout.